# Yaadon Ki Baaraat
Yaadon Ki Baaraat è un film del 1973, diretto da Nasir Hussain

## Colonna sonora
1. Lata Mangeshkar, Padmini Kolhapure, Sushma Shrestha – Yaadon Ki Baaraat Nikli Hai – 3:51
2. Mohammed Rafi, Kishore Kumar – Yaadon Ki Baarat Nikli Hai – 3:24
3. Mohammed Rafi, Asha Bhosle – Chura Liya Hai Tumne Jo Dil Ko[5] – 4:49
4. Asha Bhosle, Kishore Kumar – Lekar Hum Deewana Dil – 5:58
5. Kishore Kumar, Asha Bhosle, Rahul Dev Burman – Aap Ke Kamre Mein Koi Rehta Hain – 8:46
6. Asha Bhosle, Kishore Kumar – O Meri Soni Meri Tamanna – 4:31